# Культурні рослини
Культурні рослини — рослини, вирощувані людством для отримання харчових продуктів, кормів в сільському господарстві, ліків, промислової та іншої сировини, інших цілей в задоволенні потреб людини. Історія культурних рослин простежується з першого вибору рослин, який відбувся в аграрній революції неоліту до перших записів іменування рослин, зроблених римлянами.

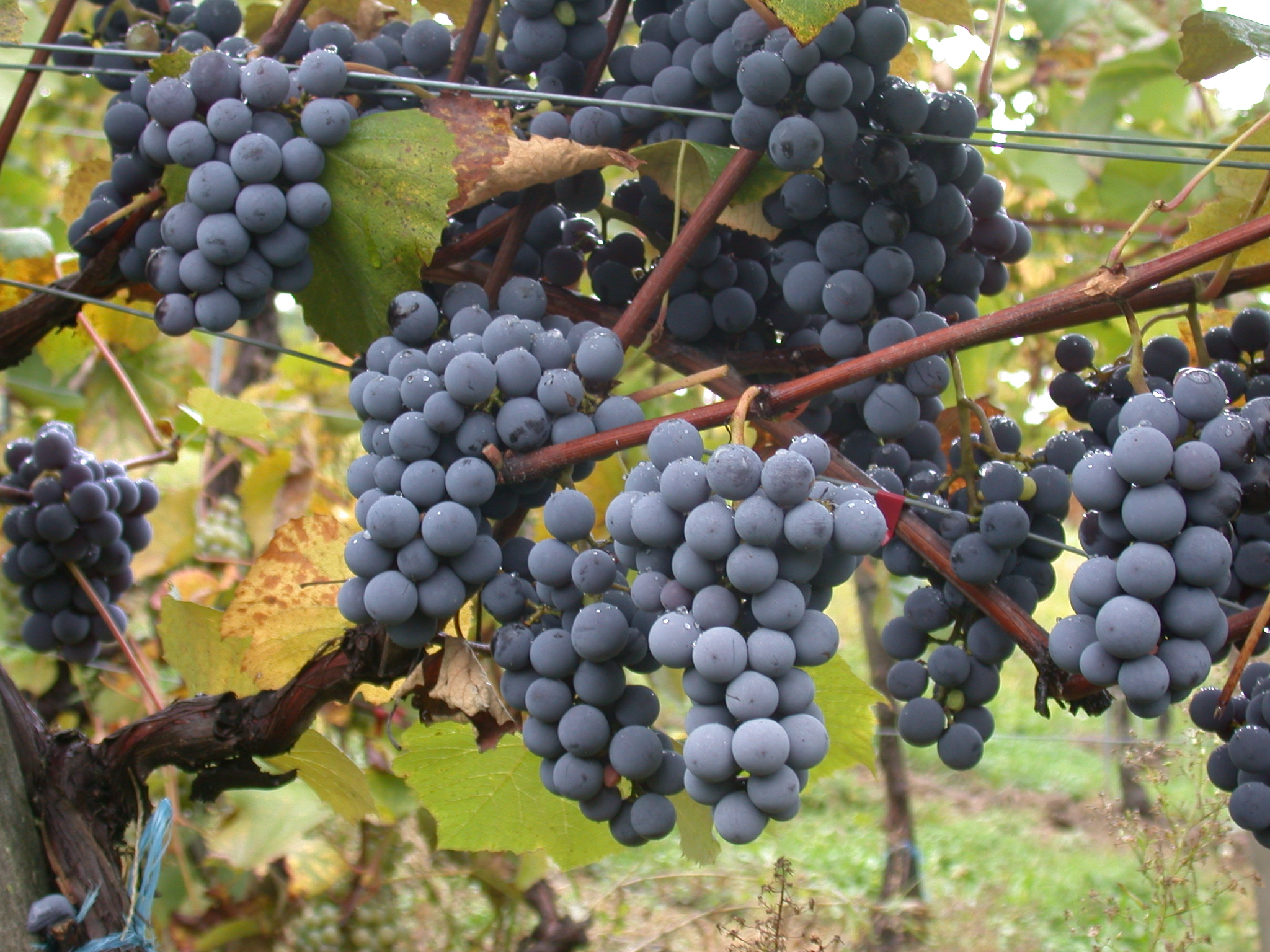
Виноград

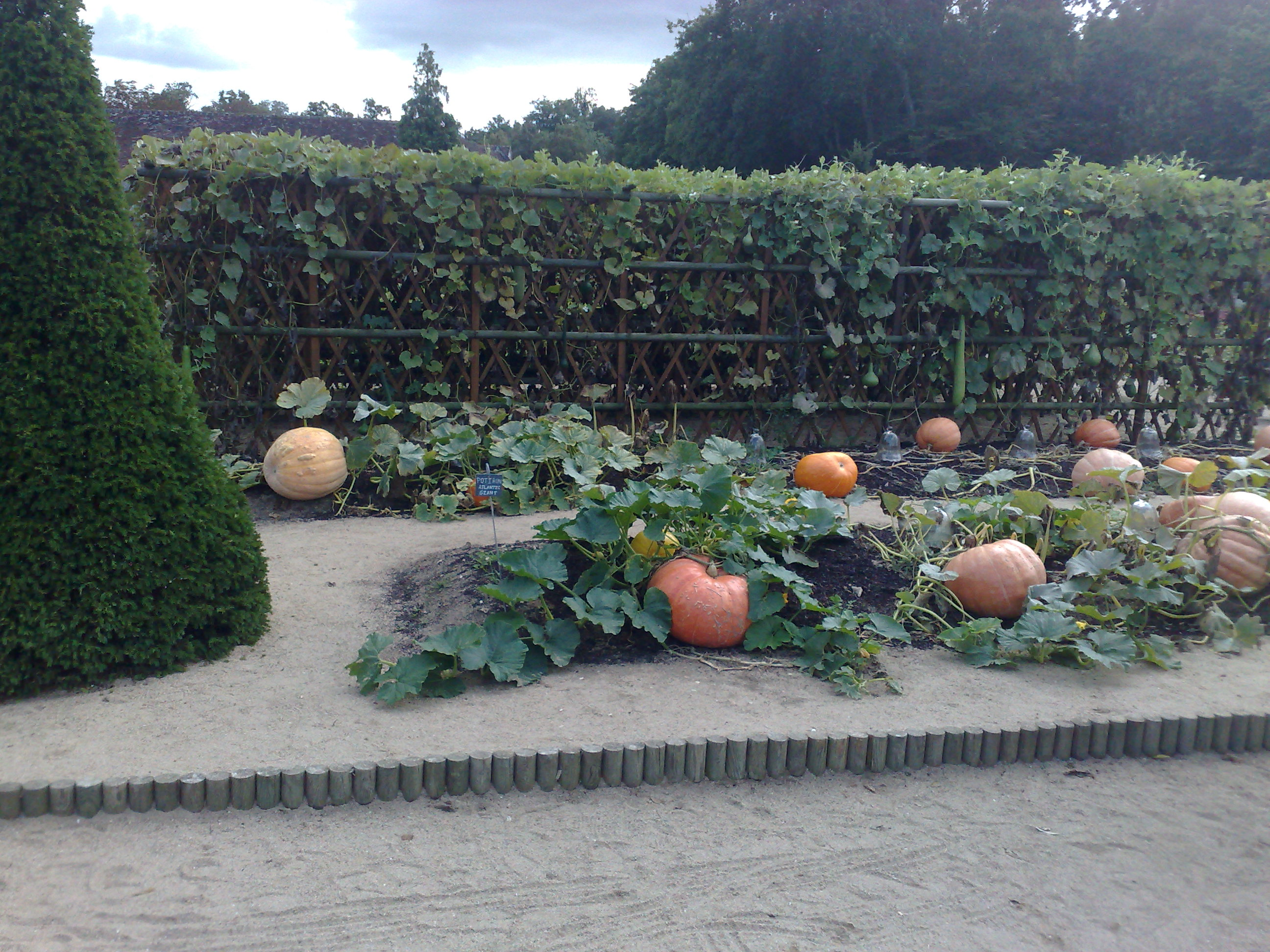
Гарбуз

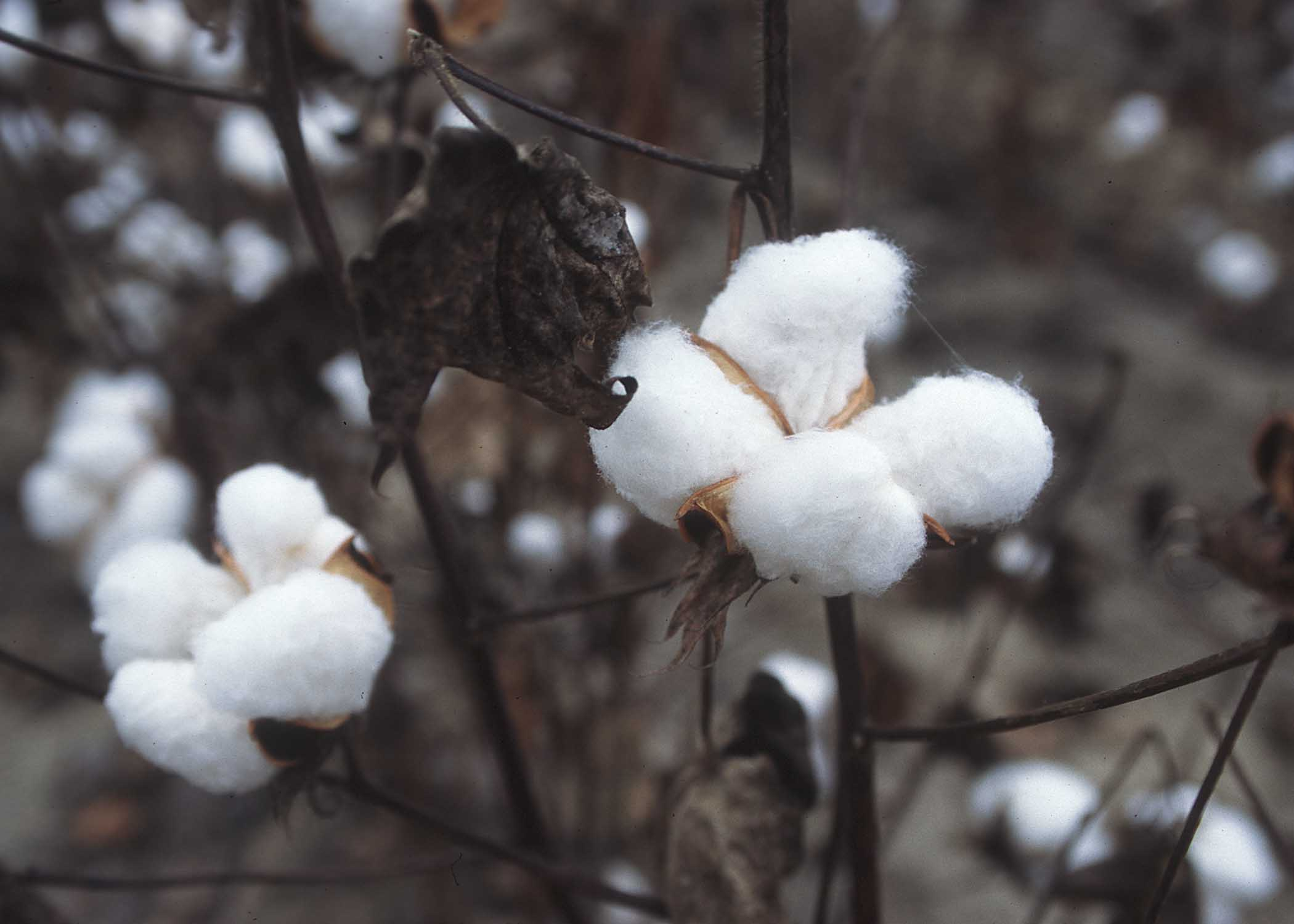
Бавовна

Згідно з восьмим виданням Міжнародного кодексу номенклатури культурних рослин нині визнаються три категорії культурних рослин: сорт, грекс (тільки для орхідних) і група. Культурні рослини отримані з диких шляхом гібридизації, селекції або генної інженерії. В процесі пошуку диких рослин для перетворення їх в культурні та використання виникло вчення про центри походження культурних рослин. У 1926—1939 роках М. І. Вавілов узагальнив накопичені знання і виділив сім основних центрів походження культурних рослин. На відміну від декоративних видів, культурні рослини не мають природних ареалів.

## Класифікація
Класифікація культурних рослин:
- Декоративні рослини (троянда)
- Зернові та хлібні злаки (рис, кукурудза, пшениця)
- Бобові (квасоля, соя)
- Крохмалоносні (батати, картопля)
- Цукроносні (цукровий буряк)
- Олійні культури (соняшник)
- Волокнисті (конопля)
- Баштанні (кавуни)
- Овочеві (томати)
- Ароматичні
- Плодові (ананаси, кокоси, яблука)
- Стимулюючі і наркотичні (чай, кава, мак)